# Résolution 66 du Conseil de sécurité des Nations unies
Membres permanents
- Chine
- États-Unis
- France
- Royaume-Uni
- URSS

Membres non permanents
- Argentine
- Belgique
- Canada
- Colombie
- Syrie
- RSS d'Ukraine

Résolution no 65 Résolution no 67
La résolution 66 du Conseil de sécurité des Nations unies  est une résolution du Conseil de sécurité des Nations unies adoptée le 29 décembre 1948.
Cette résolution, la dernière de l'année 1948, relative à la question de la Palestine, fait suite à l'examen du rapport du médiateur par intérim sur les hostilités qui ont repris le 22 décembre 1948, invite les gouvernements intéressés à :
- donner l'ordre de cesser le feu,
- donner effet à la résolution 61,
- permettre le contrôle de la trêve par les observateurs.

Elle donne mission au conseil constitué le 4 novembre de se réunir à Lake Success le 7 janvier 1949 afin d'examiner la situation en Palestine du Sud en vue de faire un rapport sur l'application des résolutions 61 et 62.
Cuba et la Norvège remplaceront dans ce conseil la Belgique et la Colombie.
La résolution a été adoptée par 8 voix pour.
Les États-Unis d'Amérique, la république socialiste soviétique d'Ukraine et l'Union des républiques socialistes soviétiques se sont abstenues.

## Texte
- Résolution 66 sur fr.wikisource.org
- Résolution 66 sur en.wikisource.org